# Sistema De Candolle
El primer sistema taxonòmic de De Candolle, per Augustin Pyramus de Candolle, aparegué com Flore française (1805–1815) en 5 volums que tractava d'aquelles espècies de plantes que es trobaven distribuïdes a França.
Un subseqüent sistema taxonòmic,
el Sistema De Candolle es va publicar a :
A. P. de Candolle [1813]. Théorie élémentaire de la botanique, ou exposition des principes de la classification naturelle et de l'art de décrire et d'etudier les végétaux. 2nd, 1819.
i va ser seguit per Prodromus:
A. P. de Candolle. Prodromus systemati naturalis regni vegetabilis sive enumeratio contracta ordinum, generum specierumque plantarum huc usque cognitarum, juxta methodi naturalis normas digesta, 1824–1873. (també disponible en línia a Gallica)
Aquest sistema reconeix els següents grups de plantes vasculars:
- classis I. DICOTYLEDONEÆ
subclassis 1. THALAMIFLORÆ [Part I]
subclassis 2. CALYCIFLORÆ [Parts II - VII]
subclassis 3. COROLLIFLORÆ [Parts VIII - XIII(1)]
subclassis 4. MONOCHLAMYDEÆ [Parts XIII(2) - XVI]
- classis II. MONOCOTYLEDONEÆ

## Théorie élémentaire de la botanique
Taxonomy p.213
- I. VÉGÉTAUX VASCULAIRES OU COTYLÉDONÉS p.213 (113 famílies)
  - 1. Exogènes ou dicotylédones p.213
  - 2. Endogènes ou monocotylédonés p.219
    - A. Phanérogames p.219 (21 famílies)
      - 128. Liliacées p.219
        - 1. Asparagées
        - 2. Trilliacées
        - 3. Asphodelées
        - 4. Bromeliées
        - 5. Tulipacées

    - B. Cryptogames p.220 (4 families)
- II. VÉGÉTAUX CELLULAIRES OU ACOTYLÉDONÉS p.220 (6 famílies)

## Prodromus
Llista de famílies dins el Prodromus, disposades segons el Sistema De Candolle. Com que és anterior a les regles de la nomenclatura botànica, aquí una família s'indica com "ordo".
Dins les dicotiledònies ("classis prima DICOTYLEDONEÆ") aquest sistema reconeix (Paginació del Prodromus, 17 Parts) :

### Subclassis I. THALAMIFLORÆ [Part I]
- ordo I. RANUNCULACEÆ (Page 1)
ordo II. DILLENIACEÆ (Page 67)
ordo III. MAGNOLIACEÆ (Page 77)
ordo IV. ANONACEÆ [sic] (Page 83)
ordo V. MENISPERMACEÆ (Page 95)
ordo VI. BERBERIDEÆ
ordo VII. PODOPHYLLACEÆ
ordo VIII. NYMPHÆACEÆ
ordo VIIIbis. SARRACENIACEÆ
ordo IX. PAPAVERACEÆ
ordo X. FUMARIACEÆ
ordo XIbis. RESEDACEÆ
ordo XI. CRUCIFERÆ
ordo XII. CAPPARIDEÆ
ordo XIII. FLACOURTIANEÆ
ordo XIV. BIXINEÆ
ordo XIVbis. LACISTEMACEÆ
ordo XV. CISTINEÆ
ordo XVI. VIOLARIEÆ
ordo XVII. DROSERACEÆ
ordo XVIII. POLYGALACEÆ
ordo XIX. TREMANDREÆ
ordo XX. PITTOSPOREÆ
ordo XXI. FRANKENIACEÆ
ordo XXII. CARYOPHYLLEÆ
ordo XXIII. LINEÆ
ordo XXIV. MALVACEÆ
ordo XXV. BOMBACEÆ [sic]
ordo XXVI. BYTTNERIACEÆ
ordo XXVII. TILIACEÆ
ordo XXVIII. ELÆOCARPEÆ
ordo XXIX. CHLENACEÆ
ordo XXIXbis. ANCISTROCLADEÆ
ordo XXIXter. DIPTEROCARPEÆ
ordo XXIXter.[sic] LOPHIRACEÆ
ordo XXX. TERNSTROEMIACEÆ
ordo XXXI. CAMELLIEÆ
ordo XXXII. OLACINEÆ
ordo XXXIII. AURANTIACEÆ
ordo XXXIV. HYPERICINEÆ
ordo XXXV. GUTTIFERÆ
ordo XXXVI. MARCGRAVIACEÆ
ordo XXXVII. HIPPOCRATEACEÆ
ordo XXXVIII. ERYTHROXYLEÆ
ordo XXXIX. MALPIGHIACEÆ
ordo XL. ACERINEÆ
ordo XLI. HIPPOCASTANEÆ
ordo XLII. RHIZOBOLEÆ
ordo XLIII. SAPINDACEÆ
ordo XLIV. MELIACEÆ
ordo XLV. AMPELIDEÆ
ordo XLVI. GERANIACEÆ
ordo XLVII. TROPÆOLEÆ
ordo XLVIII. BALSAMINEÆ
ordo XLIX. OXALIDEÆ
ordo L. ZYGOPHYLLEÆ
ordo LI. RUTACEÆ
ordo LII. SIMARUBEÆ [sic]
ordo LIII. OCHNACEÆ
ordo LIV. CORIARIEÆ (Page 739)

(Index to Part I p. 741)

### Subclassis II. CALYCIFLORÆ [Parts II - VII]
- ordo LV. CELASTRINEÆ [Part II],(Page 2)
ordo LVI. RHAMNEÆ
ordo LVII. BRUNIACEÆ
ordo LVIII. SAMYDEÆ
ordo LIX. HOMALINEÆ
ordo LX. CHAILLETIACEÆ
ordo LXI. AQUILARINEÆ
ordo LXII. TEREBINTHACEÆ
ordo LXIII. LEGUMINOSÆ
ordo LXIV. ROSACEÆ (Page 525)
ordo LXV. CALYCANTHEÆ [Part III], (Page 1)
ordo LXVbis. MONIMIACEÆ
ordo LXVI. GRANATEÆ
ordo LXVII. MEMECYLEÆ
ordo LXVIII. COMBRETACEÆ
ordo LXIX. VOCHYSIEÆ
ordo LXX RHIZOPHOREÆ
ordo LXXI. ONAGRARIEÆ
ordo LXXII. HALORAGEÆ
ordo LXXIII. CERATOPHYLLEÆ
ordo LXXIV. LYTHRARIEÆ
ordo LXXIVbis. CRYPTERONIACEÆ
ordo LXXV. TAMARISCINEÆ
ordo LXXVI. MELASTOMACEÆ
ordo LXXVII. ALANGIEÆ
ordo LXXVIII. PHILADELPEÆ
ordo LXXIX. MYRTACEÆ
ordo LXXX. CUCURBITACEÆ
ordo LXXXI. PASSIFLOREÆ
ordo LXXXII. LOASEÆ
ordo LXXXIII. TURNERACEÆ
ordo LXXXIV. FOUQUIERACEÆ
ordo LXXXV. PORTULACEÆ
ordo LXXXVI. PARONYCHIEÆ
ordo LXXXVII. CRASSULACEÆ
ordo LXXXVIII. FICOIDEÆ (Page 415)
ordo LXXXIX. CACTEÆ
ordo XC. GROSSULARIEÆ
ordo XCI. SAXIFRAGACEÆ [Part IV], (Page 1)
ordo XCII. UMBELLIFERÆ
ordo XCIII. ARALIACEÆ
ordo XCIV. HAMAMELIDEÆ
ordo XCV. CORNEÆ
ordo XCVbis. HELWINGIACEÆ
ordo XCVI. LORANTHACEÆ
ordo XCVII. CAPRIFOLIACEÆ
ordo XCVIII. RUBIACEÆ
ordo XCIX. VALERIANEÆ
ordo C. DIPSACEÆ (Page 643)
ordo CI. CALYCEREÆ [Part V], (Page 1)
ordo CII. COMPOSITÆ (Page 4); [Part VI], (Page 1); [Part VII], (Page 1)
ordo CIII. STYLIDIEÆ [Part VII]
ordo CIV. LOBELIACEÆ
ordo CV. CAMPANULACEÆ
ordo CVI. CYPHIACEÆ
ordo CVII. GOODENOVIEÆ
ordo CVIII. ROUSSÆACEÆ
ordo CIX. GESNERIACEÆ
ordo CX. SPHENOCLEACEÆ
ordo CXI. COLUMELLIACEÆ
ordo CXII. NAPOLEONEÆ
ordo CXIII. VACCINIEÆ
ordo CXIV. ERICACEÆ (Page 580) (Four tribes)
  - Arbuteae (Page 580)
Andromedae (Page 588)
Ericeae (Page 612)
Rhodoreae (Page 712) (Two subtribes)
    - Rhododendreae (712) (Nine genera)
      - Rhododendron (719) (Six sections)
        - Buramia (720)
Hymenanthes (721)
Eurhododendron (721)
Pogonanthum (725)
Chamaecistus (725)
Tsutsusi (726)

Kalmia (728)

Ledeae (729)

ordo CXV. EPACRIDEÆ (Page 734)
ordo CXVI. PYROLACEÆ
ordo CXVII. FRANCOACEÆ
ordo CXVIII. MONOTROPEÆ (Page 779)

### Subclassis III. COROLLIFLORÆ [Parts VIII - XIII(1)]
- ordo CXIX. LENTIBULARIEÆ (Page 1)
ordo CXX. PRIMULACEÆ
ordo CXXI. MYRSINEACEÆ
ordo CXXII. ÆGICERACEÆ
ordo CXXIII. THEOPHRASTACEÆ
ordo CXXIV. SAPOTACEÆ
ordo CXXV. EBENACEÆ
ordo CXXVI. STYRACACEÆ
ordo CXXVII. OLEACEÆ
ordo CXXVIIbis. SALVADORACEÆ
ordo CXXVIII. JASMINEÆ
ordo CXXIX. APOCYNACEÆ
ordo CXXX. ASCLEPIADEÆ (Page 460)
ordo CXXX[a?] LEONIACEÆ
ordo CXXXI. LOGANIACEÆ [Part IX], (Page 1)
ordo CXXXII. GENTIANACEÆ
ordo CXXXIII. BIGNONIACEÆ
ordo CXXXIV. SESAMEÆ
ordo CXXXV. CYRTANDRACEÆ
ordo CXXXVI. HYDROPHYLLACEÆ
ordo CXXXVII. POLEMONIACEÆ
ordo CXXXVII. [sic] CONVOLVULACEÆ
ordo CXXXVIII. ERICYBEÆ
ordo CXXXIX. BORRAGINEÆ [sic] (Page 466); [Part X], (Page 1)
ordo CXL. HYDROLEACEÆ
ordo CXLII. SCROPHULARIACEÆ (Page 186)
ordo CXLII(I).[sic] SOLANACEÆ [Part XIII (1)], (Pages 1 – 692) out of sequence
ordo CXLIV. OROBRANCHACEÆ [Part XI], (Page 1)
ordo CXLV. ACANTHACEÆ
ordo CXLVI. PHRYMACEÆ
ordo CXLVII VERBENACEÆ
ordo CXLVIII MYOPORACEÆ (Page 701)
ordo CXLIX SELAGINACEÆ [Part XII], (Page 1)
ordo CL. LABIATÆ
ordo CLI. STILBACEÆ
ordo CLII. GLOBULARIACEÆ
ordo CLIII. BRUNONIACEÆ
ordo CLIV. PLUMBAGINEÆ (Page 617)
ordo CLV.[?] PLANTAGINACEÆ [Part XIII], (Page 693)

### Subclassis IV. MONOCHLAMYDEÆ [Parts XIII(2) - XVI]
- ordo CLVI. PHYTOLACCACEÆ (Page 2)
ordo CLVII. SALSOLACEÆ
ordo CLVIII. BASELLACEÆ
ordo CLIX. AMARANTACEÆ [sic]
ordo CLX. NYCTAGINACEÆ (Page 425)
ordo CLXI. POLYGONACEÆ [Part XIV], (Pages 1 – 186)
ordo CLXII. LAURACEÆ [Part XIV], (Page 186); [Part XV(1)], (Pages 1 – 260) out of sequence
ordo CLXIII. MYRISTICACEÆ (Page 187)
ordo CLXIV. PROTEACEÆ (Page 209)
ordo CLXV. PENÆACEÆ
ordo CLXVI. GEISSOLOMACEÆ (Page 491)
ordo CLXVII. THYMELÆACEÆ
ordo CLXVIII. ELÆAGNACEÆ
ordo CLXIX. GRUBBIACEÆ
ordo CLXX. SANTALACEÆ (Page 619)
ordo CLXXI. HERNANDIACEÆ [Part XV(1)], (Page 1)
ordo CLXXII. BEGONIACEÆ
ordo CLXXIII. DATISCACEÆ
ordo CLXXIV. PAPAYACEÆ
ordo CLXXV. ARISTOLOCHIACEÆ
ordo CLXXVbis. NEPENTHACEÆ
ordo CLXXVI. STACKHOUSIACEÆ (Page 419)
[sic]
ordo CLXXVIII. EUPHORBIACEÆ [Part XV(2)], (Page 1)
ordo CLXXIX. DAPHNIPHYLLACEÆ [Part XVI(1)], (Page 1)
ordo CLXXX. BUXACEÆ
ordo CLXXXbis. BATIDACEÆ
ordo CLXXXI. EMPETRACEÆ
ordo CLXXXII. CANNABINEÆ
ordo CLXXXIII. ULMACEÆ
ordo CLXXXIIIbis. MORACEÆ
ordo CLXXXIV. ARTOCARPEÆ
ordo CLXXXV. URTICACEÆ
ordo CLXXXVI. PIPERACEÆ
[sic]
ordo CLXXXVIII. CHLORANTHACEÆ
ordo CLXXXIX. GARRYACEÆ (Page 486)
ordo CXC. CUPULIFERÆ [Part XVI(2)], (Page 1)
ordo CXCI. CORYLACEÆ (Page 124)
ordo CXCII. JUGLANDEÆ (Page 134)
ordo CXCIII. MYRICACEÆ (Page 147)
ordo CXCIV. PLATANACEÆ
ordo CXCV. BETULACEÆ (Page 161)
ordo CXCVI. SALICINEÆ (Page 190)
ordo CXCVII CASUARINEÆ (Page 332)

### Altres
Un poc inconsistentment el Prodromus també tracta:
- GYMNOSPERMÆ [Part XVI(2)], (Pàgina 345)
ordo CXCVIII. GNETACEÆ (Page 347)
ordo CXCIX. CONIFERÆ (Page 361)
ordo CC. CYCADACEÆ (Pages 522 - 547)

- incertæ sedis
ordo (dubiæ affin.) LENNOACEÆ
ordo (affin. dubiæ) PODOSTEMACEÆ
ordo num.? CYTINACEÆ
ordo incertae sedis BALANOPHORACEÆ